# Mantispa flavicauda
Mantispa flavicauda is een insect uit de familie van de Mantispidae, die tot de orde netvleugeligen (Neuroptera) behoort. 
Mantispa flavicauda is voor het eerst wetenschappelijk beschreven door Navás in 1914.